# Poulet tabaka
Le poulet tabaka (en géorgien : წიწილა ტაბაკა, tsitsila tabaka) ou poulet tapaka (en géorgien : წიწილა ტაფაკა, tsitsila tapaka) est un plat traditionnel géorgien,, à base de poulet poêlé ; ce plat est également populaire dans d'autres cuisines du Caucase. Il est également devenu un plat courant dans la cuisine soviétique et on le retrouve aujourd'hui dans de nombreux restaurants d'Europe de l'Est et d'Asie centrale.
Le poulet est frit dans une poêle à frire traditionnelle appelée tapa,,. Pour bien frire, le poulet est aplati sur la poêle et pressé par un poids. Dans la cuisine moderne, on utilise souvent des casseroles spéciales avec un couvercle épais ou une presse à vis.
Le poulet tabaka est souvent assaisonné d'ail ou de sauces géorgiennes traditionnelles, telles que le satsivi ou le tkemali,.

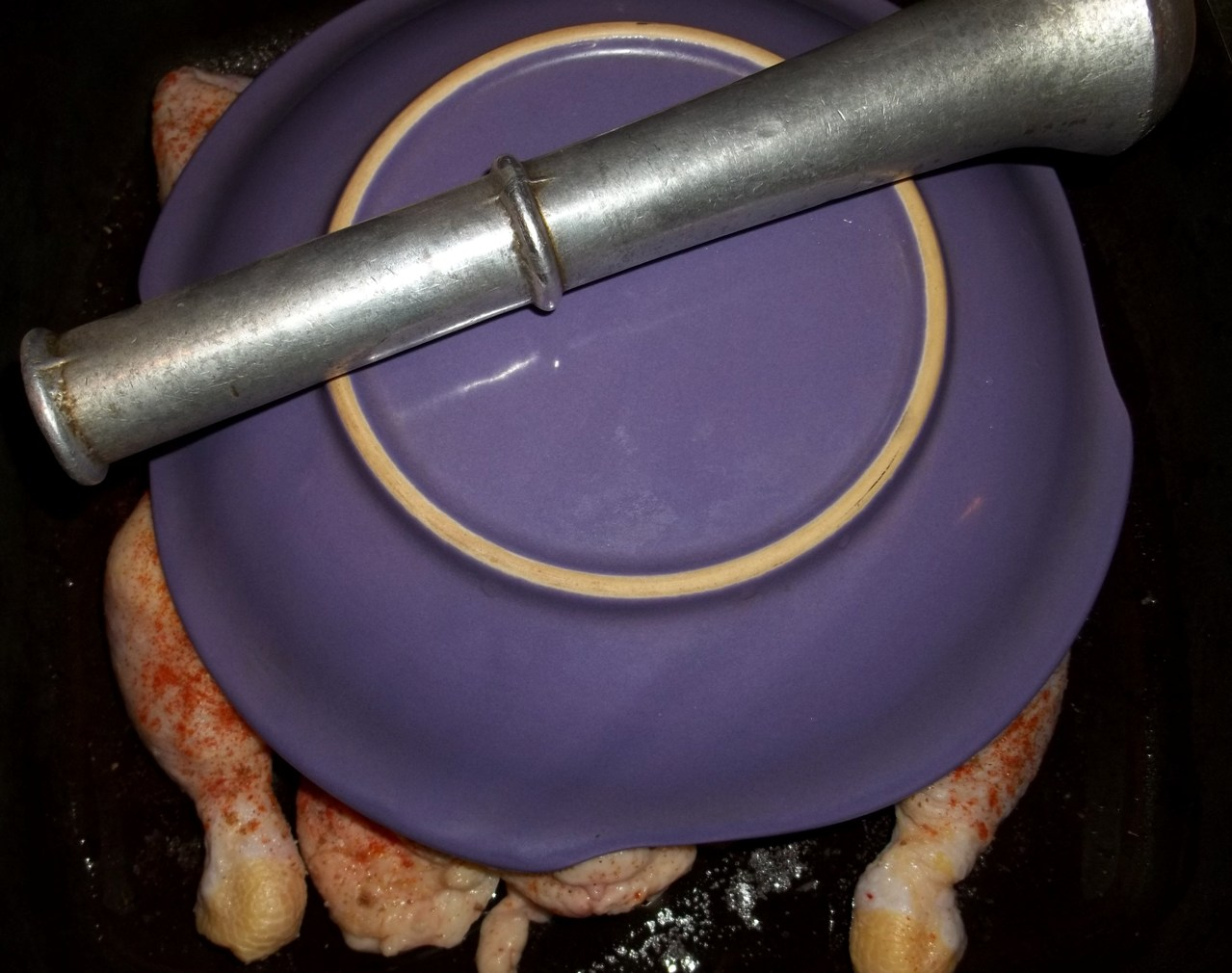
Applatissage du poulet dans la poêle.
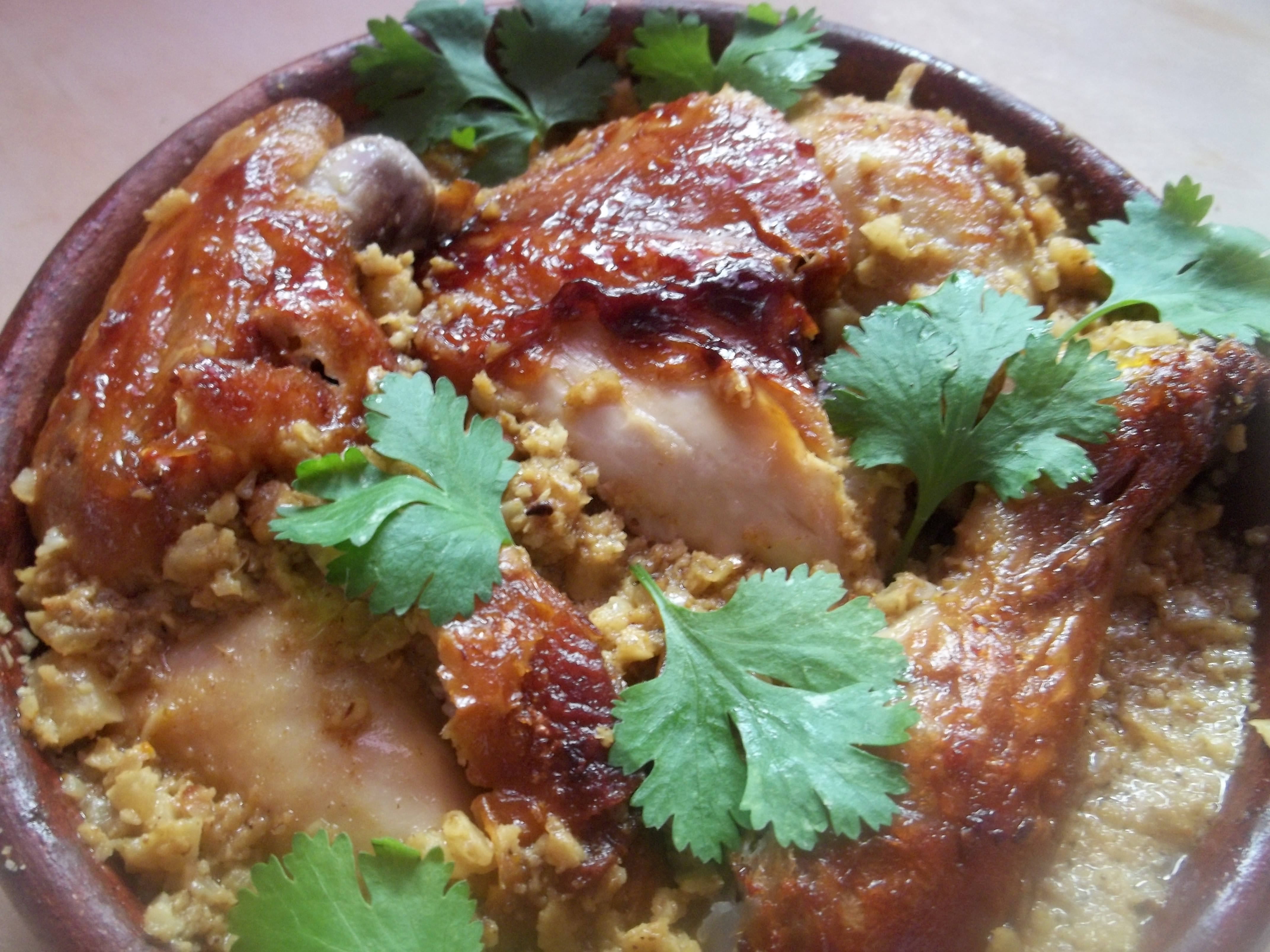
Poulet tabaka sauce noisettes.